# (3326) Agafonikov
(3326) Agafonikov est un astéroïde de la ceinture principale.

## Description
(3326) Agafonikov est un astéroïde de la ceinture principale. Il fut découvert le 20 mars 1985 à l'Observatoire Kleť par Antonín Mrkos. Il présente une orbite caractérisée par un demi-grand axe de 2,37 UA, une excentricité de 0,17 et une inclinaison de 3,4° par rapport à l'écliptique.

## Compléments